# Peter Boyce
Peter Boyce, född 14 maj 1946, är en australisk friidrottare. Han deltog vid olympiska sommarspelen 1968.